# Vlag van Vinkeveen

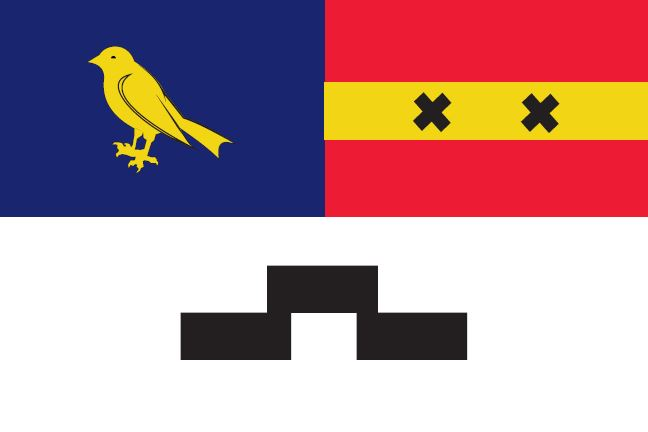
Dorpsvlag van Vinkeveen

De vlag van Vinkeveen is op een onbekende datum omstreeks 2005 vastgesteld als de dorpsvlag van de Utrechtse dorp Vinkeveen.
De vlag is rechtstreeks ontleend aan het bijbehorende dorpswapen en bestaat uit drie delen. Linksboven is een donkerblauw vlak te zien met daarin de gele silhouet van een vink. Deze vormt samen met de turf- of veenblokken in het witte vlak een sprekend element welke verwijst naar de dorpsnaam. De vlag van Vinkeveen kent ook nog enkele varianten. Eén vlag draagt daarbij de tekst ‘Vinkeveen heeft meer’. Het vlak rechts boven in de vlag stelt de vlag van Waverveen voor. Dit is een dorp welke is opgegaan in de voormalige gemeente Vinkeveen.

## Verwante symbolen

Het wapen van Vinkeveen en Waverveen
Het wapen van Vinkeveen

Abcoude
· Achterveld
· Austerlitz
· Haarzuilens
· Hoogland
· Hooglanderveen
· Lage Vuursche
· Meerkerk
· Vinkeveen
· Waverveen
· Zegveld
· Zijderveld
· Zuilen